# Brachybaenus longstaffi
Brachybaenus longstaffi är en insektsart som först beskrevs av Griffini 1909.  Brachybaenus longstaffi ingår i släktet Brachybaenus och familjen Gryllacrididae. Inga underarter finns listade i Catalogue of Life.